# Joris Helleputteplein

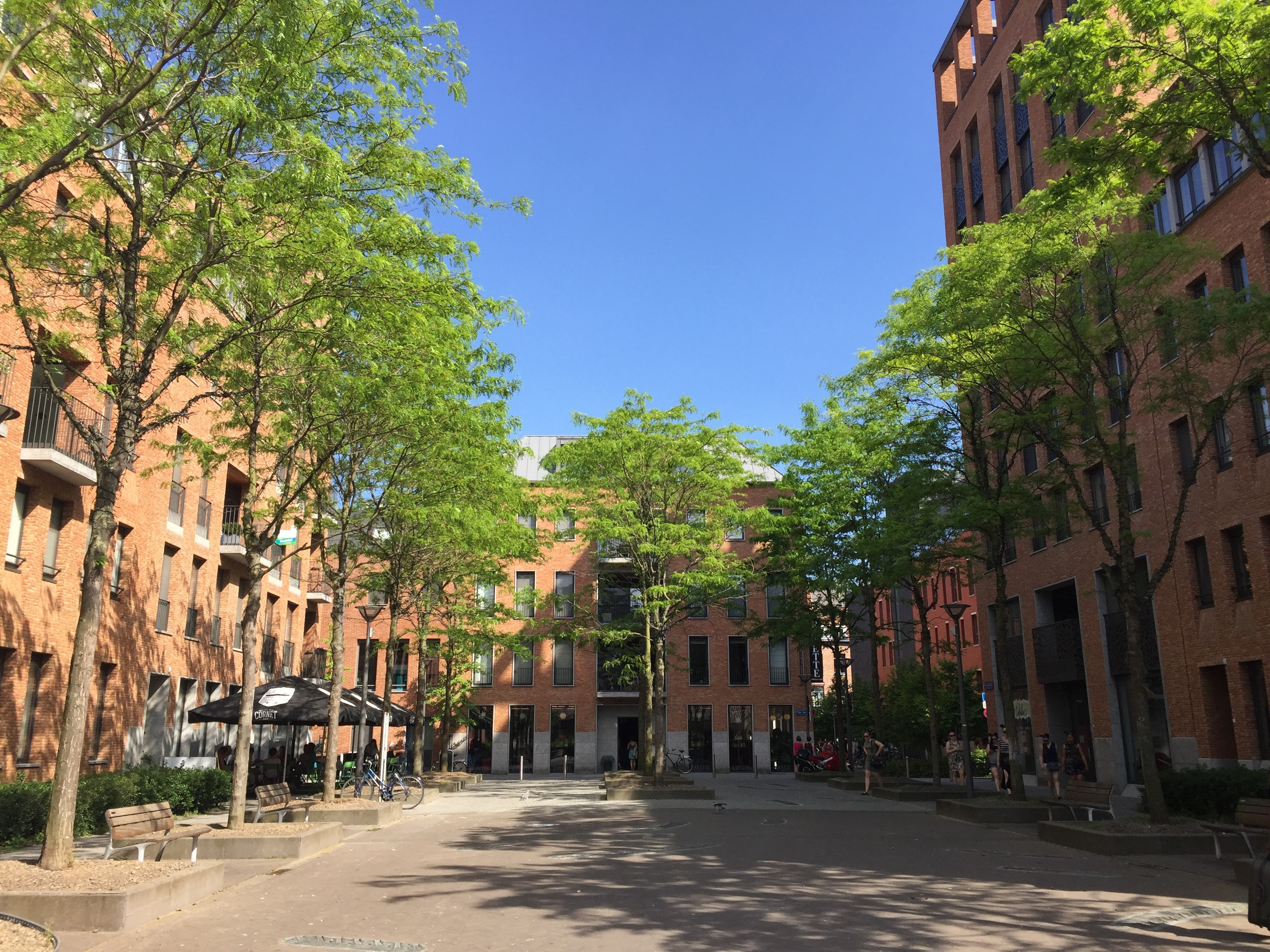
Zicht op het Helleputteplein vanaf de Dijle

Het Joris Helleputteplein is een plein in de Belgische stad Leuven in de provincie Vlaams-Brabant. Het ligt in de autoluwe zone van het historisch stadscentrum in de buurt van het Barbarahof, het Janseniushof en de Hertogensite.

## Situering

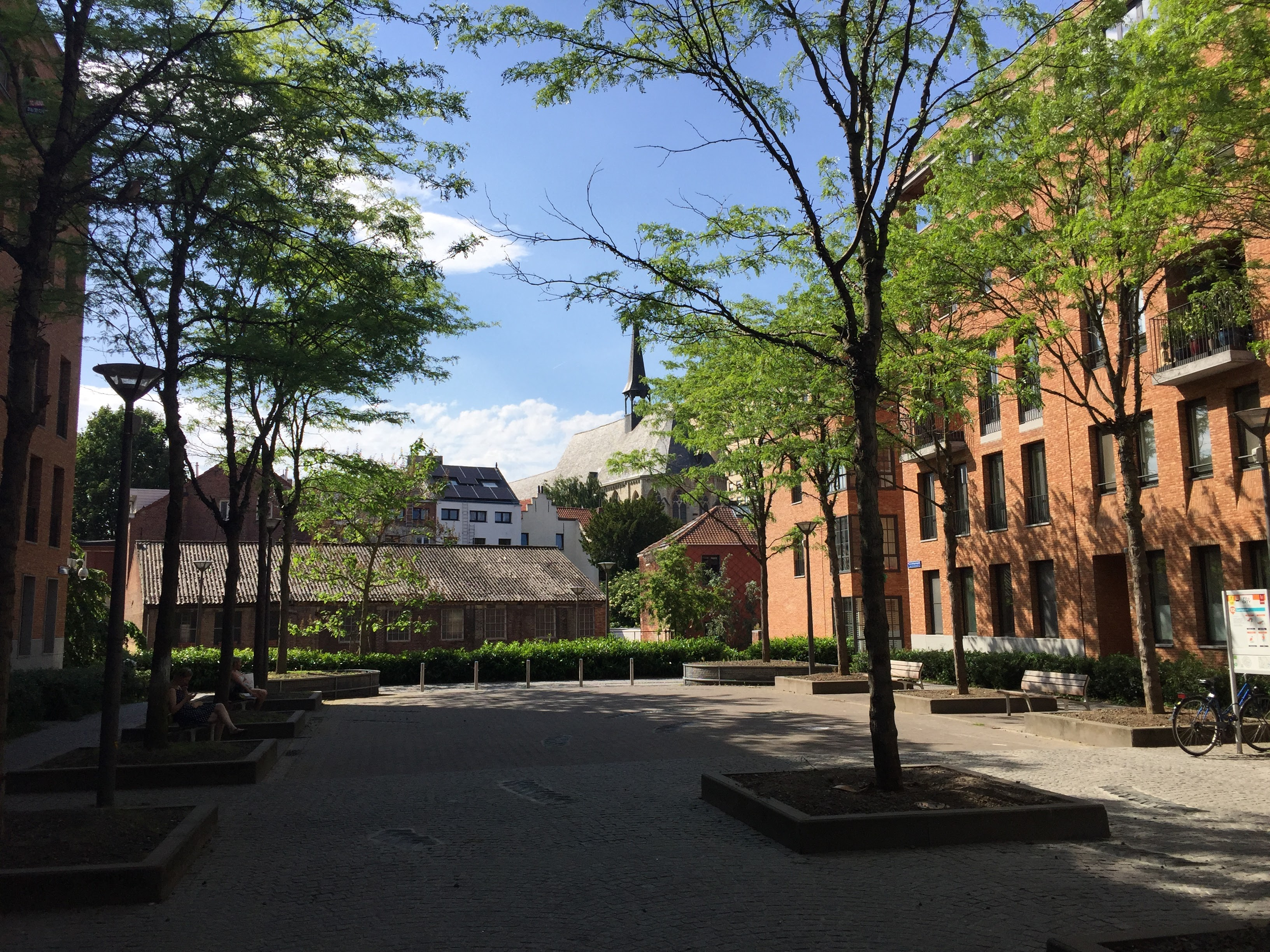
Joris Helleputteplein met de Predikherenkerk op de achtergrond

Het plein werd vernoemd naar een van de oprichters van Boerenbond en de Belgische architect-politicus Joris Helleputte. Daarnaast wordt het plein begrensd Den Tempst en Waaistraat, Sint-Barbarastraat en Parijsstraat in het noorden en door de Dijle en de Drinkwaterstraat in het zuiden. Het plein ligt in de bocht van de Dijle met aan de overzijde van de rivier de Onze-Lieve-Vrouw-ten-Predikherenkerk. Met de oostelijke Barbaratoren heeft het plein zijn eigen monument.

## Geschiedenis

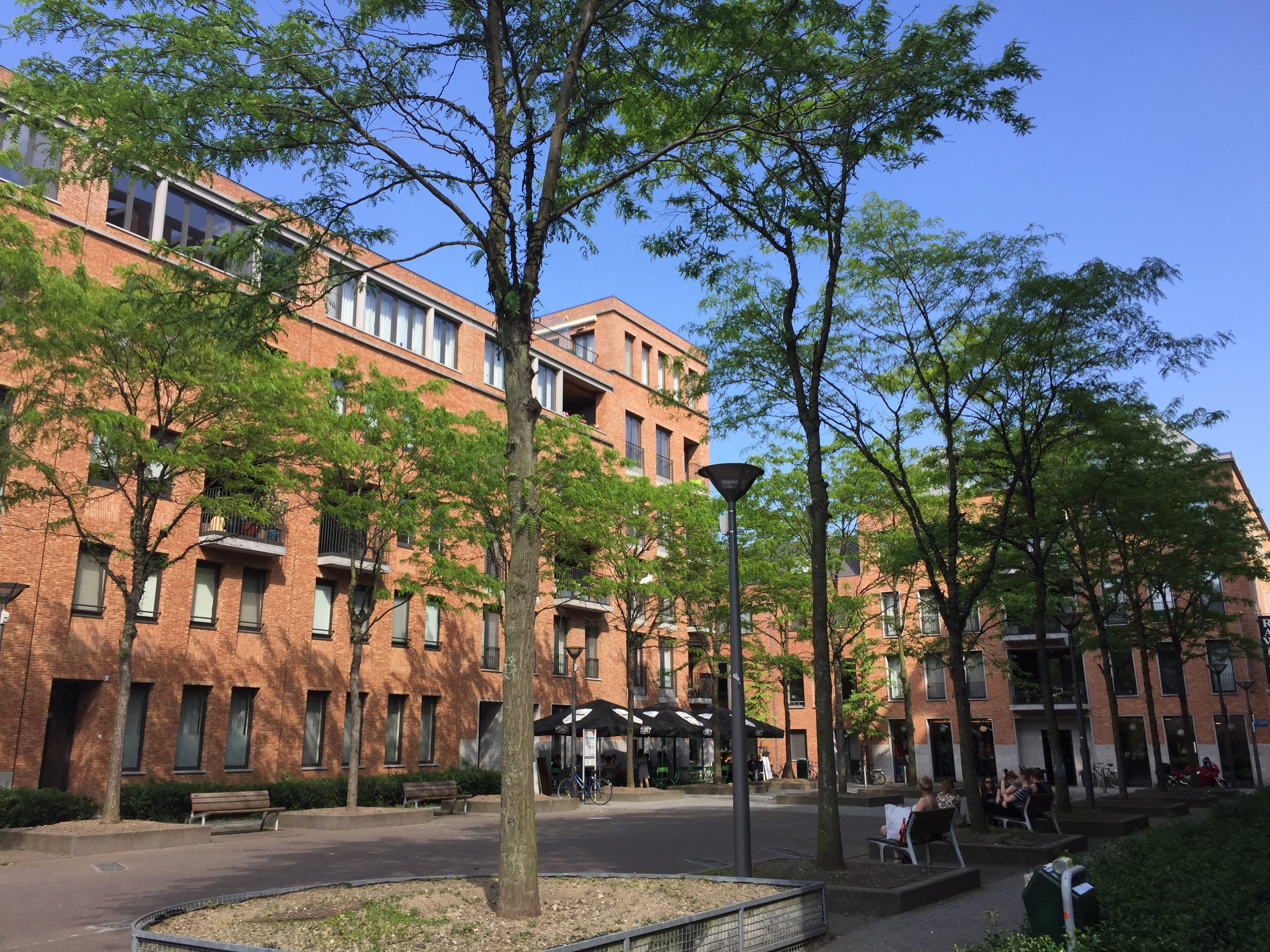
Westkant Helleputteplein met wereldcafé

Het Joris Helleputteplein dateert van het najaar 2010. Voorheen was op die plaats de parking van de oude hoofdzetel van Boerenbond, meer recent in gebruik door AVEVE en KBC.

## Bezienswaardigheden

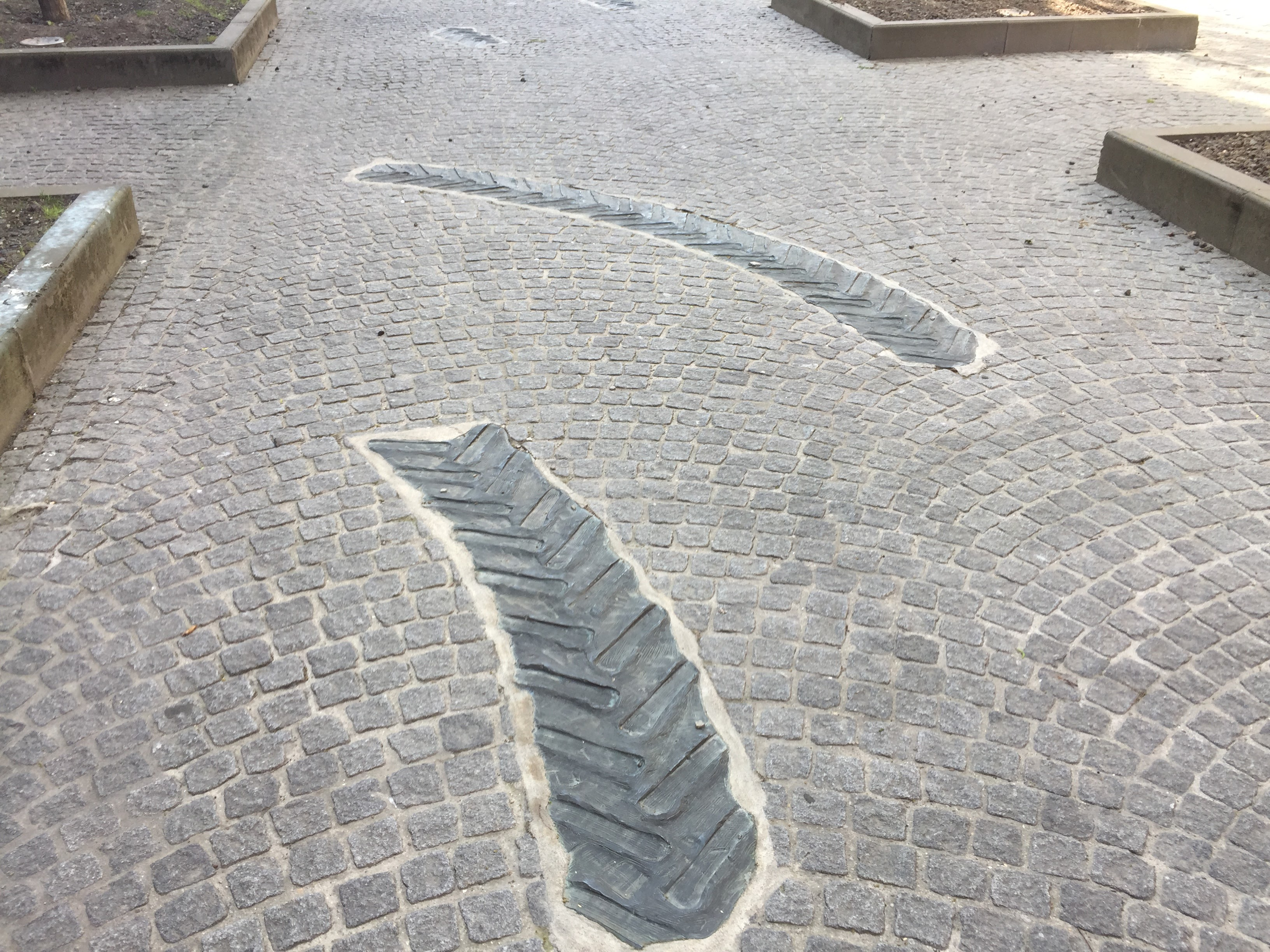
Kunstwerk ‘SPOOR’ van Stief Desmet (meerdere bronzen tractorsporen waarvoor je de blik naar beneden moet richten)

In het najaar 2016 verscheen heel subtiel een kunstwerk 'Spoor' van de kunstenaar Stief Desmet op het pleinbeeld met een link naar landbouw: geen monumentale sculptuur maar meerdere bronzen tractorsporen.